# Бата (мифология)
Ба́та, Бат (егип. Bȝt) — в египетской мифологии имя древнейшего божества, почитавшегося как в женском, так и в мужском образе.
Бога Бата отождествляли с быком, центром его культа был город Каса (позже греч. Кинополь) столица 17-го нома Верхнего Египта. Также этот город был важным местом почитания бога-проводника в загробный мир — Анубиса. Анубис и Бата обычно считались братьями, что нашло своё отображение в сказке о двух братьях периода Нового царства , носивших имена Анубис и Бата.
Богиня Бат почиталась в образе систра с человеческой головой, коровьими ушами и рогами, считалась воплощением созвездия Млечный Путь. Центром её культа был город Хиу (греч. Диосполис Микра), столица 7-го нома Верхнего Египта. Связь её имени с этой областью сохранилась в названии нома — Бат. Довольно рано (во времена Нового царства) Бат была полностью отождествлена с Хатхор, богиней соседнего города — Иунет-та-нечерет (греко-рим. Тентира).